# المنتدى الليبرالي
المنتدى الليبرالي ('Liberales Forum) هو حزب سياسي ليبرالي في نمسا.
تأسس الحزب في عام 1993 بواسطة Heide Schmidt.
قائد الحزب هو Alexander Zach.
في الانتخابات البرلمانية لعام 2002 حصل الحزب على 48 083صوت (0.98%). لكن الحزب أخفق في الفوز بأي مقعد في البرلمان.
للحزب مقعد واحد في البرلمان الأوروبي.

## مواقع خارجية
- - www.liberale.at